# Міжнародне партнерство з прав людини
Міжнародне партнерство з прав людини, зокр. МППЛ (англ. International Partnership for Human Rights (IPHR) — бельгійська неурядова правозахисна організація, заснована в 2008 році в Брюсселі.
За даними організації, вона «тісно співпрацює з групами громадянського суспільства з різних країн, щоб піднімати проблеми прав людини на міжнародному рівні та сприяти дотриманню прав людини» та захищає інтереси окремих осіб та спільнот, які найбільш уразливі для дискримінації, несправедливості та порушень прав людини.
Станом на 2024 рік в організації працює близько 25-ти штатних співробітників та консультантів.

## Діяльність
IPHR має представництво в Україні, але на час Російсько-Української війни не публікує адресу офісу в Києві з метою безпеки співробітників. Активно займається документуванням військових злочинів Росії, зокрема через OSINT. Сайт має повноцінну англійську версію, також містить публікації 7-ма мовами, зокрема українською. 
IPHR випускало матеріали на резонансні правозахисні теми, такі як свободу слова в Криму (український Крим був анексований Росією у 2014 році, анексія не визнається міжнародною спільнотою) та розгром притулку для жертв домашнього насильства в Дагестані, Росія. Також воно вимагало звільнити опозиційного лідера Олексія Навального, який перебував у в'язниці, оцінювало заходи влади по боротьбі з епідемією COVID-19 і порушувало питання про дотримання прав людини в Чечні та інших регіонах.
У липні 2016 року IPHR випустила статтю про те, що влітку та восени 2014 року обстріл кількох сіл у Луганській області України ствольною та реактивною артилерією було здійснено з території Росії.
IPHR залучало до роботи російських юристів та правозахисників, щоб вивчити режим міжнародних санкцій проти Росії, і публікувало матеріали про нього, що закликають посилити цей режим.
На думку директора Фонду дослідження проблем демократії, члена Громадської палати Максима Григор'єва, організація на гроші Агентства США з міжнародного розвитку (USAID) фінансувала деякі російські організації, в основному визнані іноземними агентами. Одним із російських партнерів IPHR був інформаційно-аналітичний центр «Сова».
13 серпня 2021 року Мін'юст РФ вніс партнерство до списку «небажаних організацій» на території Росії. Голова фонду «Громадський вердикт» Наталія Таубіна розповіла, що її організація з 2014 року брала участь у спільних проектах з IPHR, але через оголошення партнерства «небажаною організацією» було змушене припинити співпрацю з ним, щоб не наражати на ризик тих людей, хто перебуває в Росії.